# Barythixis xanthobapta
Barythixis xanthobapta là một loài tò vò trong họ Ichneumonidae.